# سوزان بوش
سوزان بوش (بالإنجليزية: Susan Bush)‏ هي لاعبة كرة قدم أمريكية، ولدت في 10 نوفمبر 1980 في هيوستن في الولايات المتحدة. لعبت مع San Diego Spirit ‏.

## روابط خارجية
- سوزان بوش على موقع الاتحاد الدولي (مؤرشف)  (الإنجليزية)
- سوزان بوش على موقع أوليمبيديا (الإنجليزية)